# San Maurizio d'Opaglio
San Maurizio d'Opaglio (San Mauritsi in piemontese, San Maurizi in lombardo) è un comune italiano di 2 971 abitanti della provincia di Novara in Piemonte, noto soprattutto per essere il cuore del distretto industriale del rubinetto, con numerose e storiche aziende del settore.

## Storia
Il comune di San Maurizio d'Opaglio nasce con la costituzione della parrocchia nel 1568, dall'unione degli antichi villaggi di Briallo (Riallo), Lagna (Alagna) e Opaglio (Opallium o Upai). La parrocchia di San Maurizio fu consacrata nel 1590 su un preesistente oratorio. La devozione a san Maurizio è infatti già attestata nella prima metà del XVI secolo dalla trascrizione di un estimo del 1537, conservato nell'archivio comunale, che cita una chiesa dedicata a San Maurizio nella località di Briallo.
Secondo quanto narrato dal cronista novarese Pietro Azario, il paese era difeso da un castello, distrutto nel 1311 dai ghibellini novaresi.
L'avvio dell'estrazione industriale delle cave di granito bianco ad Alzo di Pella alla metà del XIX secolo porta un gran numero di sammauriziesi a lavorare in cava come scalpellini (in dialetto picasàss). L'attività estrattiva cresce fino alla prima guerra mondiale, per poi iniziare un costante declino.
Verso il 1920 si insedia in paese la prima rubinetteria, presto seguita da altri laboratori. Nel secondo dopoguerra l'industria del rubinetto incontra una fase di forte crescita che porta il paese ad essere la capitale italiana del rubinetto per il numero di imprese operanti nel settore della rubinetteria e del valvolame.
Dal 1928 al 1946 i comuni di San Maurizio d'Opaglio, Pogno e Pella vennero unificati nel comune di Castelli Cusiani.

### Simboli
Lo stemma e il gonfalone sono stati concessi con DPR del 19 maggio 
1975.
Il monte è un riferimento alle cave di granito bianco di Alzo di Pella, che hanno rappresentato nel XIX secolo un'importante risorsa economica per il territorio, fino al loro esaurimento nel 1945. L'ingranaggio simboleggia l'industria locale; i due rami intrecciati ricordano l'antica base agro-pastorale della comunità che basava la sua esistenza sullo sfruttamento degli alpeggi, dei pascoli e dei boschi.
Il gonfalone è un drappo di giallo.

## Monumenti e luoghi d'interesse
- Chiesa di San Maurizio

## Società

### Evoluzione demografica
Abitanti censiti

## Cultura
- Museo del rubinetto e della sua tecnologia. Nel 1995, con la mostra l'Uomo e l'Acqua fu costituito il primo nucleo del museo, continuamente rinnovato ed ampliato[8]. Il museo è stato nel 1997 uno dei soci fondatori dell'Ecomuseo del Lago d'Orta e Mottarone.
- Teatro degli Scalpellini.

## Geografia antropica

### Frazioni
- Alpiolo. La frazione appartiene alla parrocchia dell'isola di San Giulio. Vi si trova una chiesetta seicentesca dedicata a san Carlo.
- Briallo. Insieme con Opaglio e Lagna, è uno dei tre nuclei abitativi originari del paese. Nella piccola frazione si trovano diverse case tardomedievali che ne testimoniano l'antichità, benché manchino documenti storici per i periodi più risalenti.
- Lagna. È l'abitato che compare nel più antico documento storico, un atto notarile (sulla cui reale esistenza sono stati sollevati dubbi) con cui Richelda di nazione longobarda (ex genere Langobardorum), avrebbe donato dei beni alla chiesa di San Giulio dell'isola di San Giulio. Il documento sarebbe stato rogato in Lagna nell'anno 800. Un secondo documento (questa volta di sicura attestazione), risulta redatto in loco Alagna, iusta lacum Sancti Iulii il 10 giugno 1001. Nel piccolo borgo si trova un mulino ad acqua dal caratteristico comignolo, attualmente trasformato in abitazione privata.
- Niverate
- Opagliolo. Opaglio è citato a partire dal 1157, quando Avundus de Upalio testimonia su fatti precedenti il 1122.
- Pascolo. La frazione fino al 1928 era inserita nel territorio del comune di Isola San Giulio. Tuttora è parte della parrocchia dell'isola di San Giulio.
- Pianelli
- Raveglia
- Sazza

## Economia
La cittadina è ancora ad oggi sede di numerose aziende che operano nel campo dell'idraulica e della produzione di valvole, come ad esempio la Cimberio.

## Infrastrutture e trasporti
Fra il 1886 e il 1924 l'abitato era servito dalla stazione di San Maurizio d'Opaglio, posta lungo la ferrovia Gozzano-Alzo.

## Amministrazione

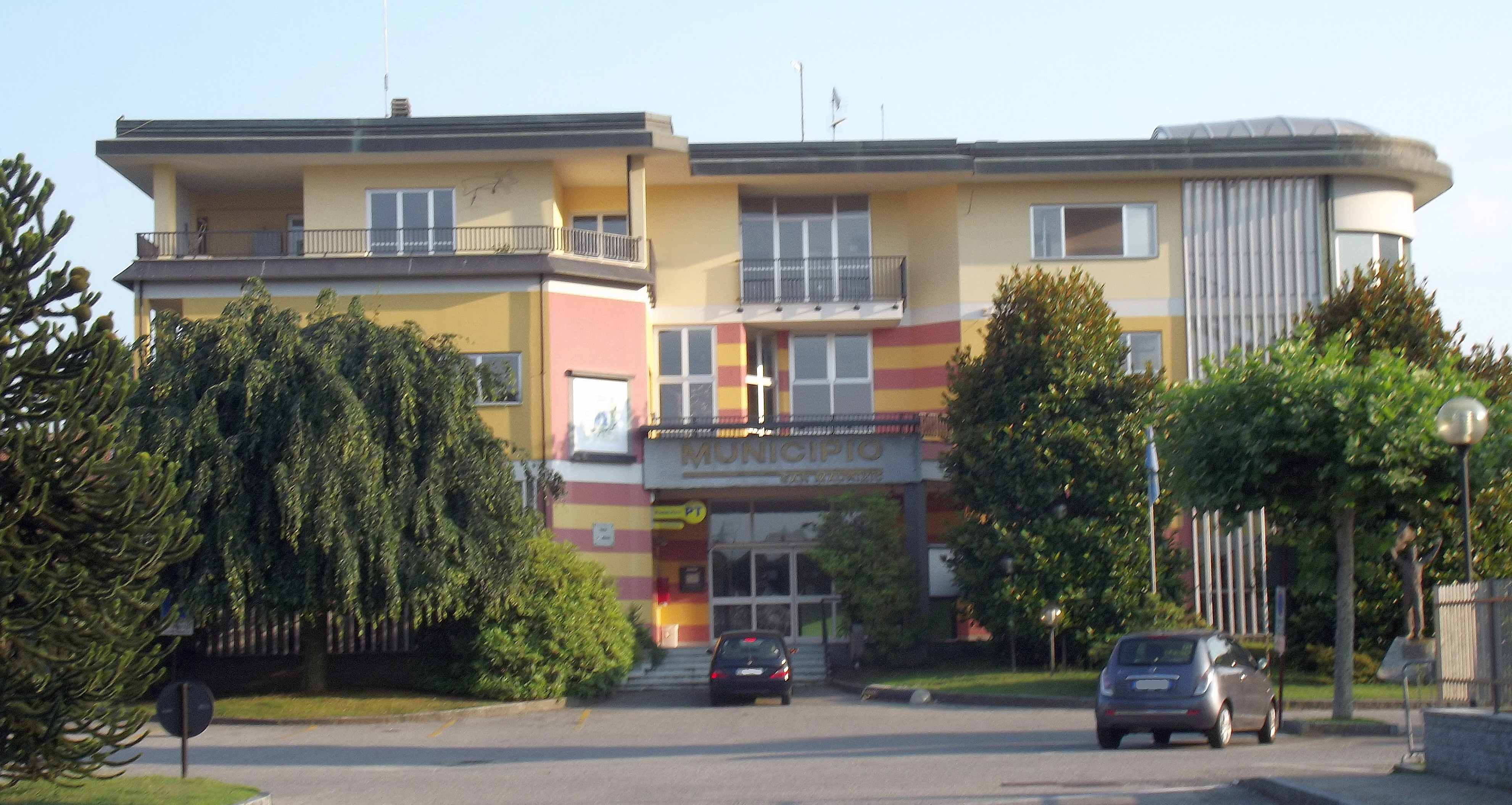
Il municipio

Di seguito è presentata una tabella relativa alle amministrazioni che si sono succedute in questo comune.

I
| Periodo        | Periodo        | Sindaco                   | Partito                               | Carica  | Note   |
| -------------- | -------------- | ------------------------- | ------------------------------------- | ------- | ------ |
| 24 maggio 1985 | 22 maggio 1990 | Franco Neve               | Partito Comunista Italiano            | Sindaco | [ 10 ] |
| 22 maggio 1990 | 24 aprile 1995 | Giorgio Frattini          | -                                     | Sindaco | [ 10 ] |
| 24 aprile 1995 | 14 giugno 1999 | Silvano Faggio            | lista civica                          | Sindaco | [ 10 ] |
| 14 giugno 1999 | 14 giugno 2004 | Franco Neve               | centro-sinistra                       | Sindaco | [ 10 ] |
| 14 giugno 2004 | 8 giugno 2009  | Franco Neve               | Unione Democratica per i Consumatori  | Sindaco | [ 10 ] |
| 8 giugno 2009  | 26 maggio 2014 | Diego Bertona             | Insieme per San Maurizio              | Sindaco | [ 10 ] |
| 26 maggio 2014 | 27 maggio 2019 | Diego Bertona             | Insieme per san Maurizio              | Sindaco | [ 10 ] |
| 27 maggio 2019 | 10 giugno 2024 | Agostino Francesco Fortis | lista civica Insieme per San Maurizio | Sindaco | [ 10 ] |

Errore nell'espressione: operatore round inatteso

### Altre informazioni amministrative
San Maurizio d'Opaglio faceva parte della Comunità montana Due Laghi, Cusio Mottarone e Val Strona.
Aderisce all'Ecomuseo del Lago d'Orta e Mottarone.

## Sport

### Calcio
Il calcio arriva a San Maurizio d'Opaglio nel 1929 con la fondazione dell'Associazione Sportiva Castellania, cessate le attività della quale, negli anni 1970, nascono due altre società: l'Associazione Sportiva Sazzese e il San Maurizio (poi Sanmauriziese), che tra il 1991 e il 2009 si fondono e (una volta assorbiti altri club limitrofi) danno origine alla Virtus Cusio. Essa raggiunge il punto più alto della propria storia nel 2015 vincendo la Promozione piemontese; subito dopo però una cordata imprenditoriale la rileva e la trasferisce a Verbania al fine di subentrare al club locale, ormai prossimo alla cessazione delle attività. L'anno successivo essa diventa pertanto Virtus Verbania e infine nel 2016 Associazione Sportiva Dilettantistica Calcio Verbania, completando la separazione dall'originaria identità opagliese.
Dopo una stagione di inattività, nel 2016 viene ri-fondato il San Maurizio, che disputa un primo anno di solo settore giovanile (rilevando parte del vivaio della Virtus Cusio) e nel 2017 riparte dalla Terza Categoria del Verbano-Cusio-Ossola.
Principale impianto da gioco comunale è il campo polisportivo di via Bonetto, inaugurato nel 1980.

### Pallacanestro
Club cestistico paesano è il San Maurizio Jacks, storicamente militante nelle divisioni regionali dilettantistiche.

### Stand up paddle (SUP)
Sul lago è diffusa la pratica dello stand up paddle. In alcune spiagge, come ad esempio qulla di Prarolo nella frazione Lagna, c'è la possibilità di noleggiare l'attrezzatura e di prendere lezioni con istruttori.